# SKY-MAP.org
SKY-MAP.org, també anomenat WikiSky, és una wiki i un visor espacial on es pot veure l'espai gràcies a un mapa espacial interactiu. Ens permet veure l'espai exterior amb la vista des de com seria amb diferents telescopis. Conté més de mig bilió d'objectes astronòmics, des d'estels a grans galàxies. Conté un zoom per veure amb una millor definició els objectes. Conté també nebuloses, cúmuls, indicadors de les constel·lacions en les quals es troben els objectes, i galàxies i estels de tots els tipus. És una web encara en desenvolupament, en 2010 va ser quan més es va donar a conèixer.

## Programari
Els usuaris poden triar entre la vista d'aquests telescopis: DSS2, SDSS, GALEX, IRAS, Hydrogen α, X-Ray (Raigs-X), Astrophoto i Sky-Map (el mapa sense telescopis, amb línies). Són 9 maneres de veure l'espai que ens envolta. Té un cercador d'objectes, encara en desenvolupament i no del tot útil.

## Altres mapes interactius
- Stellarium
- Google Sky

## Pàgina web
- «WikiSky.org».